# ×Elyhordeum arcuatum
Elyhordeum arcuatum là một loài thực vật có hoa trong họ Hòa thảo. Loài này được W.W.Mitch. & H.J.Hodgs. mô tả khoa học đầu tiên năm 1968.